# Ciclo dello Spazio conosciuto
Il Ciclo dello Spazio conosciuto è l'insieme di opere letterarie più conosciuto dello scrittore statunitense di fantascienza Larry Niven; è composto da sei romanzi, tre antologie (tradotte solo parzialmente in italiano) e alcuni racconti. La narrazione copre un arco temporale di circa mille anni, che va dalle prime esplorazioni spaziali all'interno del sistema solare, riconducibili ai giorni nostri, fino alla fine del millennio in corso; periodo in cui viene descritta l'espansione dell'umanità tra i sistemi planetari di altre stelle e la sua successiva integrazione tra le numerose specie aliene che lo abitano, pacifiche o meno. 
Le basi del ciclo sono tracciate in Tales of the Known Space (Racconti dello Spazio conosciuto). Sono descritti i primi tentativi di espansione della razza umana all'interno del sistema solare e poi oltre, verso i pianeti extrasolari; la costruzione di insediamenti minerari sugli asteroidi e l'invenzione delle Slowboats, navi spinte da motori atomici Bussard.
Stasi Interrotta è invece il primo romanzo del ciclo e narra la storia del primo incontro tra gli uomini e una razza aliena, reso possibile solo grazie a poteri extrasensoriali che cominciano a diffondersi nell'umanità.
Più avanti fanno la loro comparsa numerose nuove specie aliene, tra cui i Burattinai, una delle specie più affascinanti e cruciali per l'intera saga fantascientifica. Ecco come li descrive lo stesso Niven: "... Centauri senza testa e con tre gambe, che portano tra le braccia due burattini, ma le braccia sono teste vere piatte e prive di cervello, con ampie labbra flessibili. Il cervello è alloggiato sotto una gobba ossea..."
Mentalmente paranoici e abilissimi negli intrighi, i Burattinai nascondono a tutti l'ubicazione del loro pianeta d'origine e delle colonie da loro abitate, che sposteranno, assieme ai loro soli, una volta scoperto che una reazione a catena di SuperNovae renderà inabitabile gran parte della Galassia nel giro di ventimila anni.
La loro ricerca li porterà, assieme a esploratori umani e Kzinti, sul Mondo Anello o Ringworld, un gigantesco anello frutto di un'antica ed avanzatissima tecnologia, che sfrutta la forza centrifuga di rotazione per mantenere sulla sua superficie interna un habitat dall'estensione quasi sconfinata, di cui inizialmente si ignorano origine e costruttori. La storia di Ringworld e della sua esplorazione è descritta nei romanzi finali del ciclo: I burattinai, I costruttori di Ringworld, Il trono di Ringworld ed I figli di Ringworld.
Ultimamente Niven è tornato ad accentrare l'attenzione sulla Flotta dei Mondi burattinaia con il romanzo Fleet of Worlds del 2007 ed il successivo Juggler of Worlds di prossima uscita.

## Specie aliene dello Spazio conosciuto
- Kzinti, belligeranti e giganti alieni dall'aspetto felino, in guerra con gli umani; ruolo principalmente marginale fino all'uscita delle Man-Kzin Wars raccolte di racconti brevi, in gran parte di altri autori.
- Burattinai di Pierson (o semplicemente Burattinai), razza tecnologicamente avanzata simile a centauri senza testa; il nome deriva dalla doppia testa e dall'uso della bocca come organo prensile; sono inoltre dotati di tre zampe munite di zoccoli. Erbivori ed abituati a vivere in branco, la caratteristica principale del loro comportamento è sicuramente la loro estrema paura: rifuggono infatti ogni più piccolo accenno di pericolo. Il pianeta principale dei burattinai è stato sempre tenuto segreto. Sono sicuramente una delle specie più importanti dello spazio conosciuto in quanto è la General Products, compagnia da loro controllata, che produce gli scafi per le navi interspaziali.
- Esterni, fragili alieni a bassa temperatura che solcano lo spazio profondo e commerciano informazioni, rivelano agli umani il viaggio FTL.
- Pak, antenati interstellari dell'umanità, il cui ciclo di vita mette in evidenza lo scopo della vecchiaia umana.
- Kdatlyno, una specie schiavizzata dagli Kzinti, fin quando gli umani li liberano. I Kdatlyno "vedono" per mezzo di un sonar e creano sculture intese per essere "viste" dai Kdatlyno, "sentite" dagli umani e leccate dai burattinai.
- Thrintun, specie estinta da moltissimo tempo che governava la galassia attraverso il controllo telepatico della mente.
- Grog, coni sessili pelosi, che possono controllare telepaticamente gli animali. I Grog si rivelano essere i sopravvissuti mutati della specie Thrintun.
- Tnuctipun, usati dai Thrintun come ingegneri genetici.
- Bandersnatchi, colossali creature simili a gastropodi, create dai Tnuctipun per essere da loro utilizzati come fonte d'alimentazione.
- Trinoc, chiamati così per i loro tre occhi, tre sopracciglia, bocca triangolare, ecc.
- marziani, recentemente estinti, eccetto che sulla zona chiamata Mappa di Marte.
- Jotoki, esseri senzienti a forma di piovra formati dall'unione dei lobi di 5 creature non senzienti a forma di anguilla, in un unico cervello. Ex governanti di un impero interstellare, usavano i Kzinti come guardie del corpo, ma questi si ribellarono e usarono la tecnologia Jotoki per creare il loro impero.
- Coloro che passano, entità provenienti da un'altra dimensione in visita nel nostro universo, attraverso le stringhe cosmiche, ma incapaci di entrarvi. Non canonici.

Compaiono anche in alcune storie dei cetacei intelligenti e specie discendenti dalla linea degli Homo sapiens.

## Opere in ordine di pubblicazione
Quella che segue è l'elenco delle opere che appartengono al Ciclo dello Spazio conosciuto, in ordine di pubblicazione in lingua originale.
In alcuni testi sono collocati in questo ciclo anche il racconto fantasy Not Long Before The End (1969) ed il racconto giallo The Deadlier Weapon (1968), che non hanno un effettivo legame con le altre opere del ciclo.
| Anno | Titolo originale                         | Titolo italiano                                                           | Tipo                                         |
| ---- | ---------------------------------------- | ------------------------------------------------------------------------- | -------------------------------------------- |
| 1964 | The Coldest Place                        |                                                                           | romanzo breve                                |
| 1965 | The World of Ptavvs                      |                                                                           | versione breve, non pubblicata in Italia     |
| 1965 | Becalmed in Hell                         | L'inferno                                                                 | racconto                                     |
| 1966 | The World of Ptavvs                      | Stasi interrotta, anche Pianeta di schiavi                                | romanzo                                      |
| 1966 | Eye of an Octopus                        |                                                                           | racconto                                     |
| 1966 | The Warriors                             | I Guerrieri                                                               | racconto                                     |
| 1966 | Neutron Star                             | Stella di neutroni, anche Stella al neutronio                             | racconto                                     |
| 1966 | How the Heroes Die                       |                                                                           | racconto                                     |
| 1966 | At the Core                              | Pubblicità negativa                                                       | racconto                                     |
| 1966 | A Relic of the Empire                    | I pirati                                                                  | racconto                                     |
| 1966 | At the Bottom of a Hole                  | In fondo a un buco                                                        | racconto                                     |
| 1967 | The Soft Weapon                          | Maneggio dell'arma                                                        | racconto                                     |
| 1967 | Flatlander                               |                                                                           | racconto                                     |
| 1967 | The Ethics of Madness                    |                                                                           | racconto                                     |
| 1967 | Safe at any Speed                        | Garantita contro ogni rischio                                             | racconto                                     |
| 1967 | The Adults                               |                                                                           | versione breve di Protector                  |
| 1967 | The Handicapped, anche Handicap          | Grog                                                                      | racconto                                     |
| 1967 | The Jigsaw Man                           | L'uomo-puzzle                                                             | racconto                                     |
| 1968 | The Deceivers, anche Intent to Deceive   |                                                                           | racconto                                     |
| 1968 | Grendel                                  | Sequestro di scultore                                                     | racconto                                     |
| 1968 | There is a Tide                          | Marea                                                                     | racconto                                     |
| 1968 | A Gift From Earth                        | Un dono dalla Terra                                                       | romanzo breve                                |
| 1968 | Wait It Out                              | In attesa                                                                 | racconto                                     |
| 1969 | The Organleggers, anche Death by Ecstasy | Morte per estasi                                                          | racconto                                     |
| 1970 | Ringworld                                | I burattinai, anche Burattinai nel cosmo                                  | romanzo                                      |
| 1972 | Cloak of Anarchy                         |                                                                           | racconto                                     |
| 1973 | Protector                                | Il difensore                                                              | romanzo                                      |
| 1973 | The Defenseless Dead                     | Chi difende i morti?                                                      | racconto                                     |
| 1974 | The Borderland of Sol                    | Ai confini di Sol                                                         | racconto                                     |
| 1975 | ARM                                      | ARM                                                                       | racconto                                     |
| 1980 | The Ringworld Engineers                  | I costruttori di Ringworld, anche Il segreto dei costruttori di Ringworld | romanzo                                      |
| 1980 | The Patchwork Girl                       |                                                                           | romanzo                                      |
| 1990 | Madness Has Its Place                    | Il posto della follia                                                     | racconto                                     |
| 1994 | Procrustes                               |                                                                           | racconto                                     |
| 1994 | Ghost                                    |                                                                           | racconto "cornice" alla raccolta Crashlander |
| 1995 | The Woman in Del Rey Crater              |                                                                           | racconto                                     |
| 1996 | The Ringworld Throne                     | Il trono di Ringworld                                                     | romanzo                                      |
| 1998 | Choosing Names                           |                                                                           | racconto                                     |
| 2002 | Fly-By-Night                             |                                                                           | racconto                                     |
| 2004 | Ringworld's Children                     | I figli di Ringworld                                                      | romanzo                                      |
| 2005 | The Hunting Park                         |                                                                           | racconto                                     |
| 2007 | Fleet of Worlds                          | Flotta di mondi                                                           | romanzo                                      |